# 小行星3045
小行星3045（3045 Alois）是一颗绕太阳运转的小行星，为主小行星带小行星。该小行星于1984年1月8日发现。
該小行星以發現者喬·瓦格納的祖父阿洛伊斯·T·斯圖欽斯基（Alois T. Stuczynski）命名。

## 轨道参数
小行星3045的轨道半长轴为3.1275527 UA，离心率为0.117。